# Rubén Sosa
Rubén Sosa Ardaiz, född 25 april 1966 i Montevideo, är en uruguayansk fotbollstränare och före detta spelare. Sosa representerade Uruguay vid VM 1990 och i Copa América 1987, 1989, 1993 och 1995. Han är för närvarande assisterande tränare för Nacional.

## Meriter

### Landslag
- Copa América: 2

1987 och 1995 med Uruguay.

### Klubblag
- Mästare i Copa del Rey: 1

1985/1986 med Real Zaragoza.
- Mästare i UEFA-Cupen: 1

1993/1994 med Inter.
- Mästare i Fußball-Bundesliga: 1

1995/1996 med Borussia Dortmund.
- Mästare i Primera División: 3

1998, 2000 och 2001 med Nacional